# De chaostheorie
De chaostheorie is het 29ste stripalbum uit de reeks Lefranc, bedacht door Jacques Martin, geschreven door Roger Seiter en getekend door Régric. De inkleuring werd verzorgd door Bruno Wesel.
De eerste publicatie was ook meteen het eerste album. Het album werd op 6 juni 2018 uitgegeven door uitgeverij Casterman als softcover met nummer 29 in de serie Lefranc.

## Het verhaal
Journalist Guy Lefranc gaat in 1956 naar Melbourne om de Olympische Spelen te verslaan. Wegens problemen met het weer vliegt Lefranc het laatste stuk met een klein watervliegtuig dat echter panne krijgt. Het vliegtuig moet landen in een woeste zee; ze worden gered door een mysterieus en enorm groot schip. Na de passagiers en bemanning aan boord te hebben genomen, wordt het watervliegtuig opgeblazen.
De bewakers van het olympische stadion betrappen en doden een onbekende vrouw, die zonder hun medeweten bakens op verschillende plekken heeft geplaatst. Zij blijkt te horen tot een Zuid-Amerikaanse indianenstam.
Op het grote schip worden Lefranc en de anderen die aan boord van het watervliegtuig waren, door bewapende indianen naar hun vertrekken gebracht. Een dokter helpt de gewonden. 
Deze dokter blijkt de broer te zijn van degene die de scepter zwaait over het schip. Het was op aandringen van de dokter dat de drenkelingen überhaupt waren opgepikt. De baas van het schip zinspeelt op Project Armageddon, waarbij de bakens geplaatst bij het olympisch stadion als richtpunt dienen voor zijn raketten. 
Lefranc slaagt er met twee medejournalisten in te ontsnappen uit de zone waarin ze gevangen worden gehouden en ze verkennen het schip, dat geheel autonoom blijkt te zijn. Ze ontdekken dat het schip eigendom is van een groot bedrijf van een miljardair die van de aardbodem leek te zijn verdwenen.
Inmiddels heeft deze miljardair besloten de drenkelingen in een sloep te plaatsen op zee, wetende dat ze niet genoeg brandstof hebben om de kust te bereiken. De dokter is het daar niet mee eens.
Lefranc en zijn groep ontdekken de raketten maar ze worden overweldigd door de bemanning. De dokter zoekt hun op en legt uit wat het idee van zijn broer is, namelijk vrede afdwingen met geweld door een wereldmacht te worden. Als bewijs van zijn machtige schip koos hij een symbolisch doel: het olympisch stadion tijdens de opening van de Spelen. De dokter is echter tot inkeer gekomen en helpt Lefranc de raketten op te blazen, waar hij zelf het leven bij laat.